# Loricariichthys

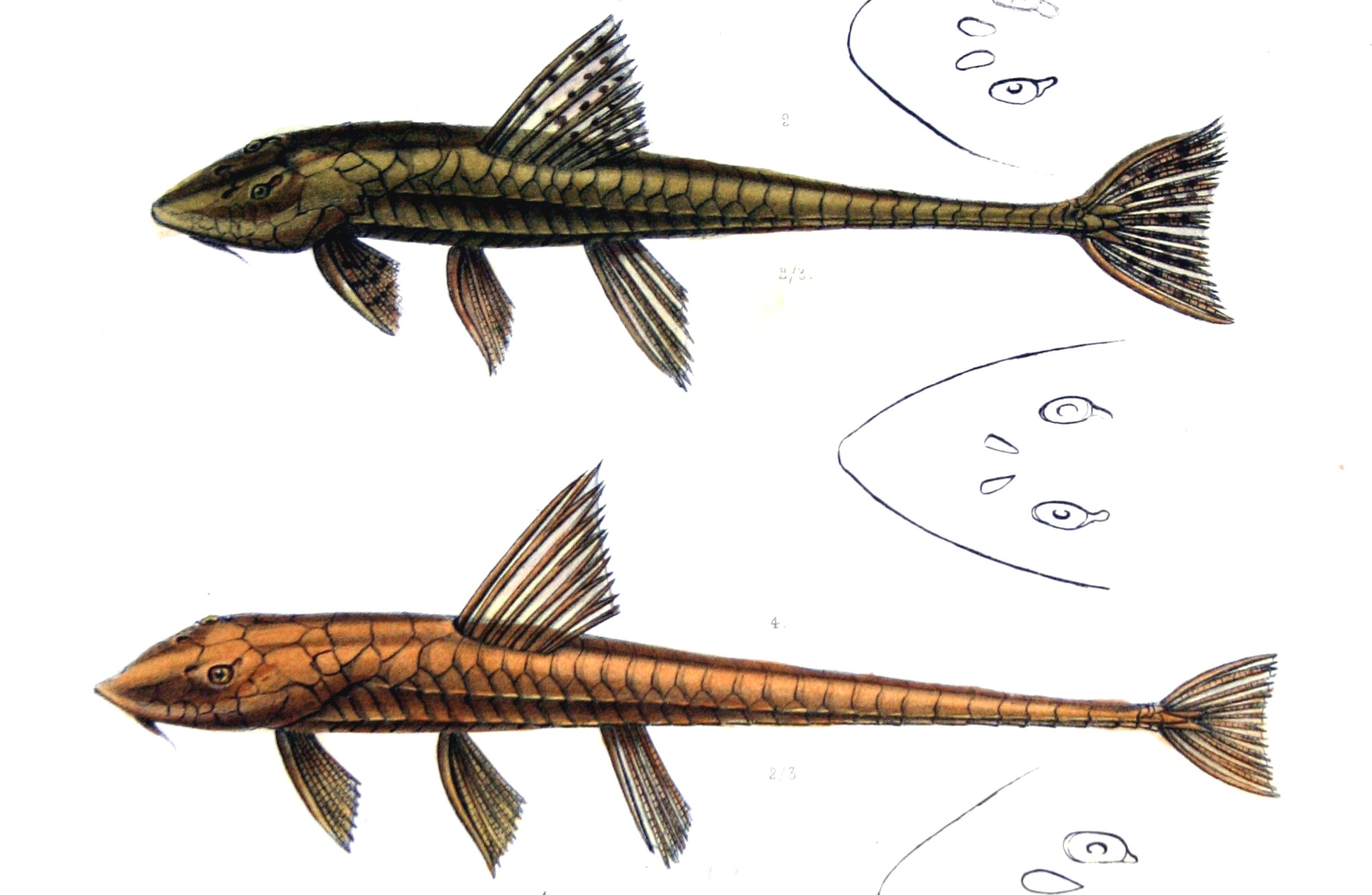
Loricariichthys maculatus (arriba) y Loricariichthys castaneus (abajo).

Loricariichthys es un género de peces de agua dulce de la familia Loricariidae en el orden Siluriformes. Sus 18 especies habitan en aguas cálidas y templadas de América del Sur, y son denominadas comúnmente viejas de agua. La mayor especie (Loricariichthys anus) alcanza una longitud total que ronda los 46 cm.

## Distribución
Loricariichthys habita en cuencas fluviales que drenan hacia el Atlántico, desde la cuenca del Amazonas hasta la del Plata en Paraguay, Bolivia, Brasil y el nordeste de la Argentina, cuenca en la cual tiene su máxima diversidad.

## Costumbres
En Loricariichthys, la función característica de sus labios es el permitir la adhesión al sustrato, pero durante el período de desove son orientados hacia una función reproductiva. El dimorfismo sexual incluye el desarrollo hipertrofiado de los labios, que son utilizados por el macho para la incubación de los huevos.

## Taxonomía
Este género fue descrito originalmente en el año 1862 por el ictiólogo holandés Pieter Bleeker.  
Especies
Este género se subdivide en 18 especies:
- Loricariichthys acutus (Valenciennes, 1840)
- Loricariichthys anus (Valenciennes, 1835)
- Loricariichthys brunneus (Hancock, 1828)
- Loricariichthys cashibo (C. H. Eigenmann & W. R. Allen, 1942)
- Loricariichthys castaneus (Castelnau, 1855)
- Loricariichthys chanjoo (Fowler, 1940)
- Loricariichthys derbyi Fowler, 1915
- Loricariichthys edentatus R. E. dos Reis & E. H. L. Pereira, 2000
- Loricariichthys hauxwelli Fowler, 1915
- Loricariichthys labialis (Boulenger, 1895)
- Loricariichthys maculatus (Bloch, 1794)
- Loricariichthys melanocheilus R. E. dos Reis & E. H. L. Pereira, 2000
- Loricariichthys microdon (C. H. Eigenmann, 1909)
- Loricariichthys nudirostris (Kner, 1853)
- Loricariichthys platymetopon Isbrücker & Nijssen, 1979
- Loricariichthys rostratus R. E. dos Reis & E. H. L. Pereira, 2000
- Loricariichthys stuebelii (Steindachner, 1882)
- Loricariichthys ucayalensis Regan, 1913